# 2015 BY518
2015 BY518 est un objet du disque des objets épars, probablement en résonance 1:2 avec Neptune.

## Caractéristiques
2015 BY518 a un diamètre estimé à un peu plus de 200 kilomètres.